# This Island Earth (film)
This Island Earth is een Amerikaanse sciencefictionfilm uit 1955, gebaseerd op de gelijknamige roman van Raymond F. Jones. De hoofdrollen werden gespeeld door Jeff Morrow, Faith Domergue en Rex Reason.
Het was de eerste grote sciencefictionfilm gefilmd in kleur. Oorspronkelijk werd de film geprezen door veel critici voor de speciale effecten.

## Verhaal
Dr. Cal Meacham, een vooraanstaand wetenschapper, ontvangt een nogal ongebruikelijke vervanging voor de elektronische condensators die hij besteld had. Deze condensators lijken niet op aarde te zijn gemaakt daar ze veel meer kunnen hebben dan gewone condensators. Hij stuurt een brief naar het bedrijf waar hij de condensators had besteld en krijgt een soort catalogus teruggestuurd. Met de onderdelen die hij bestelt uit deze catalogus kan hij een geavanceerd communicatieapparaat bouwen, een interocitor genaamd. Zodra hij klaar is met zijn interocitor, ontvangt hij een bericht: een mysterieuze man, Exeter genaamd, vertelt hem dat dit alles een soort test was. Daar hij erin geslaagd is een interocitor te bouwen met behulp van onderdelen die volkomen vreemd voor hem waren, heeft Dr. Meacham bewezen geschikt te zijn voor een speciaal project waar Exeter aan werkt.
Onder de indruk van dit alles accepteert Meacham de uitnodiging om Exeters fabriek te bezoeken om de andere wetenschappers te ontmoeten die een soortgelijke test hebben doorstaan. Hij komt zo terecht in een groep van de grootste geleerden ter wereld. Onder hen bevindt zich een oude vriendin van Meacham, Dr. Ruth Adams. Meacham wordt al snel achterdochtig wanneer hij de vreemd geklede mannen ziet die het project leiden.
Meacham en Ruth besluiten in het geheim de fabriek te verlaten en vertrekken met een klein vliegtuigje. Nauwelijks zijn ze opgestegen, of ze zien hoe de fabriek ontploft, waarbij alle inzittenden om het leven komen. Het vliegtuigje zelf wordt onderschept door een vliegende schotel.
Aan boord van de vliegende schotel ontdekken Meacham en Ruth de waarheid. Exeter en zijn handlangers zijn ruimtewezens van de planeet Metaluna. Ze zijn naar de aarde gekomen om de grootste geleerden van deze planeet te vinden, in de hoop dat die hen kunnen helpen in een oorlog tegen een ras, de Zagons genaamd. Hoewel Meacham niet van plan is zich in een oorlog te mengen, staat Exeter erop dat hij meekomt naar zijn thuisplaneet.
Na een lange reis arriveren ze op Metaluna, dat op dat moment gebombardeerd wordt. De Metaluaanse beschaving staat op het randje van de afgrond. Ruth en Meacham krijgen nu het volledige plan te horen: de Metaluanen willen de planeet evacueren en naar de aarde vertrekken. Wanneer Meacham en Ruth weigeren hieraan mee te werken, wordt besloten dat de twee naar de Thought Transference Chamber zullen worden gebracht om hun vrije wil weg te nemen. Exeter is als enige tegen dit plan daar de twee wetenschappers hen waarschijnlijk niet meer kunnen helpen als ze willoze slaven zijn geworden. Hij besluit, tegen bevelen van zijn meerderen in, om Meacham en Ruth te helpen ontsnappen.
De drie vluchten terug naar de aarde. Terug in de aardse atmosfeer stuurt Exeter de twee geleerden vooruit in hun vliegtuigje. Hijzelf is te zwaargewond om door te gaan, en zijn schip is bijna door zijn energie heen. De schotel stort neer in zee. Dr. Meacham en Ruth keren veilig terug naar huis.

## Rolverdeling
| Acteur            | Personage               |
| ----------------- | ----------------------- |
| Jeff Morrow       | Exeter                  |
| Faith Domergue    | Dr. Ruth Adams          |
| Rex Reason        | Dr. Cal Meacham         |
| Lance Fuller      | Brack                   |
| Russell Johnson   | Steve Carlson           |
| Douglas Spencer   | The Monitor of Metaluna |
| Robert Nichols    | Joe Wilson              |
| Karl Ludwig Lindt | Dr. Adolph Engelborg    |

## Achtergrond
- Dit was een van de laatste films gefilmd met de traditionele Technicolortechniek.
- De film werd gebruikt voor Mystery Science Theater 3000: The Movie.
- De insectaliën uit de film hebben een cameo in de film Looney Tunes: Back in Action. Andere referenties naar de film zijn terug te vinden in E.T. the Extra-Terrestrial en Explorers.

## Prijzen en nominaties
- In 1956 won de film de Golden Reel Award voor beste geluidsmontage.
- In 2007 werd de film genomineerd voor de Saturn Award voor “beste dvd uitgave van een klassieke film”, maar won deze niet.